# Hångers socken, Småland
Hångers socken i Småland ingick i Östbo härad i Finnveden, ingår sedan 1971 i Värnamo kommun i Jönköpings län och motsvarar från 2016 Hångers distrikt.
Socknens areal är 59,36 kvadratkilometer, varav land 49,86. År 2000 fanns här 698 invånare. Tätorten Hånger med sockenkyrkan Hångers kyrka ligger i socknen. 

## Administrativ historik
Hångers socken har medeltida ursprung.
Vid kommunreformen 1862 övergick socknens ansvar för de kyrkliga frågorna till Hångers församling församling och för de borgerliga frågorna till Hångers landskommun.  Landskommunen inkorporerades 1952 i Forsheda landskommun som 1971 uppgick i Värnamo kommun. Församlingen uppgick 2012 i Forshedabygdens församling.
1 januari 2016 inrättades distriktet Hånger, med samma omfattning som församlingen hade 1999/2000.  
Socknen har tillhört samma fögderier och domsagor som Östbo härad. De indelta soldaterna tillhörde Jönköpings regemente, Östbo kompani.

## Geografi
Hångers socken ligger väster om Vidöstern. Socknen består av spridd odlingsmark och skogsbygd med mossar.

## Fornlämningar
En hällkista och tre boplatser från stenåldern, några gravrösen från bronsåldern samt tio järnåldersgravfält finns här.

## Namnet
Namnet (1299 Hangor), taget från kyrkbyn, har troligen förledet hänga, sluttning, och ett efterledet med betydelsen strand, vilket då skulle bli sluttningen vid stranden.

### Fotnoter
1. 1 2 3  Svensk Uppslagsbok andra upplagan 1947–1955: Hånger socken
2. 1 2  Harlén, Hans; Harlén Eivy (2003). Sverige från A till Ö: geografisk-historisk uppslagsbok. Stockholm: Kommentus. Libris 9337075. ISBN 91-7345-139-8
3. ↑  ”Församlingar”. Statistiska centralbyrån. https://www.scb.se/hitta-statistik/regional-statistik-och-kartor/regionala-indelningar/forsamlingar/. Läst 30 december 2022.
4. ↑  Administrativ historik för Hånger socken (Klicka på församlingsposten). Källa: Nationella arkivdatabasen, Riksarkivet.
5. ↑  Indelta soldater, torp och rotar i Jönköpings län Arkiverad 24 januari 2012 hämtat från the Wayback Machine. Jönköpingsbygdens Genealogiska Förening
6. 1 2  Sjögren, Otto (1931). Sverige geografisk beskrivning del 2 Östergötlands, Jönköpings, Kronobergs, Kalmar och Gotlands län. Stockholm: Wahlström & Widstrand. Libris 9939
7. 1 2 3  Nationalencyklopedin
8. ↑  Fornlämningar, Statens historiska museum: Hångers socken, Småland
9. ↑  Fornminnesregistret, Riksantikvarieämbetet: Hångers socken, Småland Fornminnen i socknen erhålls på kartan genom att skriva in sockennamn (utan "socken") i "Ange geografiskt område"